# Luke Thomas (ur. 2001)
Luke Jonathan Thomas (ur. 10 czerwca 2001 w Syston) – angielski piłkarz występujący na pozycji obrońcy w angielskim klubie Middlesbrough, do którego jest wypożyczony z Leicester City, którego jest wychowankiem. Młodzieżowy reprezentant Anglii. Zwycięzca Pucharu Anglii, Superpucharu Anglii oraz Mistrzostw Europy U-21.

## Kariera klubowa

### Leicester City
Luke Thomas jest wychowankiem angielskiego klubu Leicester City do którego dołączył w 2008 roku. 16 lipca 2020 Luke został dołączony do seniorskiego składu Leicester za kontuzjowanego Bena Chilwella na mecz ligi angielskiej z Sheffield United w którym Thomas rozegrał 90. minut i zaliczył asystę przy trafieniu Ayoze Péreza. Mecz ten zakończył się wynikiem 2:0 dla Lisów. Swojego pierwszego gola dla Leicester City strzelił 11 maja 2020 roku w meczu ligowym przeciwko angielskiej drużynie Manchester United. Był to gol otwierający wynik spotkania, które zakończyło się wynikiem 2:1 dla Leicester. 

#### Wypożyczenie do Sheffield United
31 sierpnia 2023 Luke został wypożyczony do angielskiego zespołu występującego w najwyższej klasie rozgrywkowej w Anglii - Sheffield United na okres jednego sezonu. W ekipie The Blades zadebiutował 2 września 2023 roku w meczu z Evertonem wchodząc z ławki w 68. minucie za kontuzjowanego Yassera Larouci. Mecz zakończył się remisem 2:2. 12 stycznia 2024 po porozumieniu Sheffield z Leicester Luke Thomas przedwcześnie powrócił do Lisów.

#### Wypożyczenie do Middlesbrough F.C.
26 stycznia 2024 roku został wypożyczony do drugoligowego angielskiego zespołu Middlesbrough, w którym zadebiutował 4 lutego 2024 roku w meczu ligowym z AFC Sunderland. Luke Thomas wszedł na boisko w 84. minucie meczu, który zakończył się wynikiem 1:1.

## Kariera reprezentacyjna
Luke Thomas jest byłym reprezentantem Anglii U-18, U-19, U-20 oraz U-21.

### Reprezentacja Anglii U-18
Thomas w reprezentacji Anglii U-18 zadebiutował 15 listopada 2018 roku w meczu z reprezentacją Holandii U-18. Wynik meczu to 2:2. Luke rozegrał 90. minut.

### Reprezentacja Anglii U-19
Luke Thomas zadebiutował w reprezentacji Anglii U-19 5 września 2019 roku w meczu z reprezentacją Grecji U-19, który zakończył się wynikiem 3:1 dla Anglii. Luke rozegrał całe spotkanie.

### Reprezentacja Anglii U-20
Thomas debiut w reprezentacji Anglii U-20 zaliczył w wygranym 2:1 meczu z reprezentacją Walii U-20. Luke zaczynał mecz w pierwszym składnie jednak w 67. minucie spotkania został zmieniony za Lee Buchanana.

### Reprezentacja Anglii U-21
Luke w reprezentacji Anglii U-21 zadebiutował 7 września 2021 roku w meczu eliminacji do Mistrzostw Europy U-21 z reprezentacją Kosowa U-21. Mecz ten zakończył się wynikiem 2:0 dla Anglii, a Thomas zagrał całe spotkanie. Luke Thomas zagrał również na Mistrzostwach Europy U-21 w 2023 roku na których razem z reprezentacją Anglii U-21 zdobył mistrzostwo.

## Sukcesy[13]

### Klubowe:

#### Leicester City
- Puchar Anglii: 2021[14]
- Superpuchar Anglii: 2021[15]

### Reprezentacyjne:

#### Reprezentacja Anglii U-21
- Mistrzostwo Europy U-21: 2023[12]